# Yep Kramer
Yep Kramer (* 15. November 1957 in Nieuweschoot) ist ein ehemaliger niederländischer Eisschnellläufer.

## Werdegang
Kramer kam bei niederländischen Meisterschaften zweimal auf den zweiten sowie einmal auf den dritten Platz und wurde im Jahr 1976 niederländischer Juniorenmeister im Mini-Mehrkampf. International startete er erstmals bei den Juniorenweltmeisterschaften 1976 in Madonna di Campiglio, wobei er den 15. Platz im Kleinen Vierkampf errang. In den folgenden Jahren lief er bei den Juniorenweltmeisterschaften 1977 in Inzell auf den fünften Platz im Kleinen Vierkampf und bei der Mehrkampfweltmeisterschaft 1979 in Oslo auf den 11. Rang im Großen Vierkampf. In der Saison 1979/80 wurde er nach Platz sieben im Großen Vierkampf bei der Mehrkampfeuropameisterschaft 1980 in Trondheim, bei den Olympischen Winterspielen 1980 in Lake Placid Elfter über 10.000 m und Neunter über 5000 m. Zum Saisonende siegte er beim Wettbewerb "Goldener Schlittschuh" in Inzell im Kleinen Vierkampf und nahm an der Mehrkampfweltmeisterschaft 1980 in Heerenveen teil, wobei er nach drei Läufen disqualifiziert wurde. Im Jahr 1981 erreichte er bei der Mehrkampfeuropameisterschaft in Deventer den 11. Platz und bei der Mehrkampfweltmeisterschaft in Oslo den 22. Rang im Großen Vierkampf. 
In der Saison 1981/82 belegte Kramer dort bei der Mehrkampfeuropameisterschaft 1982 den 18. Platz und bei der Mehrkampfweltmeisterschaft 1982 in Assen den 16. Rang im Großen Vierkampf. Zudem wurde er beim Wettbewerb "Goldener Schlittschuh" in Inzell im März 1982 Dritter im Großen Vierkampf. Nach zwei Podestplatzierungen bei einem internationalen Wettbewerb in Davos zu Beginn der Saison 1982/83, gewann er bei der Mehrkampfeuropameisterschaft 1983 in Den Haag die Silbermedaille im Großen Vierkampf und verpasste bei der Mehrkampfweltmeisterschaft 1983 in Oslo als Vierter im Großen Vierkampf um 0,309 Punkten eine Medaille. In der Saison 1983/84 wurde er bei der Mehrkampfeuropameisterschaft 1984 in Larvik Siebter und bei der Mehrkampfweltmeisterschaft 1984 in Göteborg Sechster im Großen Vierkampf. Beim Saisonhöhepunkt, den Olympischen Winterspielen 1984 in Sarajevo, belegte er den neunten Platz über 10.000 m. In seiner letzten Saison als aktiver Sportler 1985/86 nahm er an vier Läufen im Eisschnelllauf-Weltcup teil und erreichte in Eindhoven mit dem zweiten Platz über 5000 m sein bestes Ergebnis. Zudem kam er bei der Mehrkampfeuropameisterschaft 1986 in Oslo auf den 12. Platz im Großen Vierkampf. Sein Sohn Sven Kramer war ebenfalls als Eisschnellläufer aktiv.

## Erfolge

### Olympische Spiele
- 1980 Lake Placid: 9. Platz 5000 m, 11. Platz 10.000 m
- 1984 Sarajevo: 9. Platz 10.000 m

### Mehrkampf-Weltmeisterschaften
- 1979 Oslo: 11. Platz Großer Vierkampf
- 1980 Heerenveen: DSQ Großer Vierkampf
- 1981 Oslo: 22. Platz Großer Vierkampf
- 1982 Assen: 16. Platz Großer Vierkampf
- 1983 Oslo: 4. Platz Großer Vierkampf
- 1984 Göteborg: 6. Platz Großer Vierkampf

### Mehrkampf-Europameisterschaften
- 1980 Trondheim: 7. Platz Großer Vierkampf
- 1981 Deventer: 11. Platz Großer Vierkampf
- 1982 Oslo: 18. Platz Großer Vierkampf
- 1983 Den Haag: 2. Platz Großer Vierkampf
- 1984 Larvik: 7. Platz Großer Vierkampf
- 1986 Oslo: 12. Platz Großer Vierkampf

## Persönliche Bestleistungen
| Disziplin | Zeit         | Datum            | Ort        |
| --------- | ------------ | ---------------- | ---------- |
| 500 m     | 38,60 s      | 14. Februar 1982 | Davos      |
| 1000 m    | 1:17,17 min  | 30. Januar 1981  | Davos      |
| 1500 m    | 1:57,42 min  | 5. März 1983     | Inzell     |
| 3000 m    | 4:06,75 min  | 3. März 1983     | Inzell     |
| 5000 m    | 7:04,97 min  | 2. Januar 1992   | Heerenveen |
| 10.000 m  | 14:49,50 min | 2. März 1987     | Heerenveen |